# Kastély (település)
 Kastély (Kostély, románul: Coșteiu) falu Romániában, a Bánságban, Temes megyében.

## Fekvése
Lugostól hét kilométerre északkeletre, az E70-es út mentén, a Temes jobb partján fekszik.

## Nevének változásai
Először egy 1554-es defterben jegyezték fel nevét, Pošaqaštıl alakban. 1597-ben Kastely, az 1690-es években készített térképen Kustil néven említették. Az anyatelepüléstől délkeletre 1758 után hozták létre Kiskostély (1911-től Kiskastély) falut. A korábbi Kastély/Kostély neve ezután mint Nagykostély (románul Coșteiul Mare) szerepelt, majd a belügyminiszter 1911-es hatállyal a Nagykastély nevet állapította meg a számára.

## Története
Nagy- és Kiskastélyt 1924-ben egyesítették. A mrakoniai kolostor szerzetespapja 1658-ban írta össze Kostély ortodox egyházát. A település mellett nyílik az a tápcsatorna, amely a Bega vizének egy részét a Temesbe vezeti. A csatornát és a kezdeténél a zsilipet 1758 és 1763 között, Maximilian Freimaut tervei alapján építették. Ekkor telepítették Kiskostély falut, hogy lakói kezeljék és rendszeresen tisztítsák a zsilipet. A 18. században és a 19. század első felében Kostély a bánsági sócsempészet központi elosztóhelye volt, ahol a hatóságok ezért egy csempészfővigyázói állást is rendszeresítettek. 1816-ban itt járt Kazinczy Ferenc, aki feljegyezte, hogy szokatlanul hosszú, lábikráig érő ingbe öltözött és szokatlanul kövér román parasztokat és „tekercsekbe” font hajú lányokat látott itt. 1847-ben, harminc családdal alakult meg görögkatolikus egyházközsége, majd 1858-ban papjukkal együtt a lakosság többsége, nyolcvan család, szintén áttért görögkatolikusnak. 1849. augusztus 15-én, az 1848–49-es szabadságharc egyik utolsó csatájában az egyesült orosz–osztrák erők Kiskostélynál megfutamították a magyarokat. Krassó, 1880-tól Krassó-Szörény vármegyéhez tartozott. 1977-ben beléolvadt Szilha falu.

## Látnivalók
- A Begát a Temessel összekötő tápcsatorna elején, a zsilip felett az 1758-ban elhelyezett emléktábla. A zsilipházat az 1860-as években újjáépítették.

## Népessége
- Az akkor még két falunak 1900-ban összesen 1629 lakosa volt, közülük 1575 volt román, 31 magyar és 23 német anyanyelvű; 889 görögkatolikus, 688 ortodox, 23 római katolikus és 21 zsidó vallású.
- 2002-ben 2316 lakosából 2156 volt román, 120 cigány és 29 magyar nemzetiségű; 1933 ortodox, 187 görögkatolikus, 70 pünkösdi, 51 baptista, 39 adventista, 18 református és 17 római katolikus vallású.